# Резня мусульман в Шемахе
Резня мусульман в Шемахе (азерб. Şamaxı qırğını) — резня и погромы мусульманского (азербайджанского) населения города Шемахи, осуществлённая бакинской армянской группировкой под командованием дашнакского офицера Степана Лалаева и местными армянами. Кровопролитие, начавшееся в середине марта 1918 года и продолжившееся в середине апреля этого же года, привело к практически полному разрушению Шемахи. Город как населённый пункт прекратил своё существование, а его жители (около 30 тысяч человек) были зверски убиты или изгнаны.

## Предыстория
2 (15) ноября 1917 года, спустя неделю после падения Временного правительства в Петрограде, в Баку был сформирован Бакинский совет рабочих, крестьянских и солдатских депутатов (Баксовет), который позже возглавил большевик Степан Шаумян. В начале 1918 года в Баку стремительно росло число русских и армянских солдат. В января Совет приступил к формированию Красной гвардии, на которую могла опираться революционная власть. Однако, пока большевики вынуждены были делить власть с армянскими националистами из партии «Дашнакцутюн». Как отмечает немецкий историк Йорг Баберовски, уже в январе 1918 года армянские полки в Баку насчитывали 8000 солдат. Армянские солдаты были расквартированы в центре Баку и в армянских кварталах, сея вокруг себя страх, охвативший мусульманское население города.
В марте 1918 года большевикам удалось захватить всю власть в Баку. Тем не менее, как пишет Баберовски, для успеха переворота нужно было подавить претензии на власть представителей азербайджанской партии «Мусават», опираясь при этом на помощь армянского национального движения. Лидер бакинских большевиков, председатель Бакинского совета Степан Шаумян сам был армянином. И хотя он не разделял кредо армянских националистов, но в своих политических речах, согласно Баберовски, руководствовался в том числе неприязнью к мусульманскому населению. Требование же автономии со стороны мусаватистов Шаумян рассматривал как мечту азербайджанских националистов о превращении Баку в «столицу Азербайджанского ханства». Как позднее вспоминал лидер партии «Мусават» Мамед Амин Расулзаде, в марте 1918 года у его партии не было ни воли, ни средств для организации восстания против Совета в Баку. В итоге, в конце марта 1918 года Бакинский Совет развязал карательные действия против мусульманского населения Баку. В результате погромов, в которых приняли участие и вооружённые отряды партии «Дашнакцутюн», в Баку погибло около 12 тысяч мусульман, половина же мусульманского населения города бежало из города. Член партии «Гуммет» Мовсум Исрафилбеков впоследствии отмечал, что после мартовских событий мусульманские массы окончательно отвернулись от советской власти и с нетерпением ждали прихода турок, которые, как они считали, «могли бы покончить с господством дашнаков».
Согласно Баберовски, революционные войска на 70% состояли из армян, устраивавших от имени коммуны кровавые погромы. Шаумян открыто признал, что революция могла одержать победу только как восстание армян против мусульман. Первое время после захвата власти в Баку, зона советского влияния не простиралась далее городских окраин. За их пределами находились мусульманские крестьяне, беженцы и солдаты Дикой дивизии, а в Шемахе и Елизаветполе — главные силы мусаватистов: несколько тысяч солдат, которых подготовил и вооружил турецкий эмиссар Нури-паша.

## Резня в Шемахе
Погромы в районе Шемахи начались, как сообщает Баберовски, ещё в середине марта 1918 года, когда 3-тысячная бакинская армянская группировка под командованием дашнакского офицера Степана Лалаева обрушилась на этот регион с террором. Во время первого погрома мародёрствующими бандами было убито около 7 тысяч человек, а чтобы беженцы не вернулись назад, погромщиками был угнан скот и разрушены дома сельских жителей.
В начале апреля к городу со стороны Елизаветполя подошёл мусульманский отряд, который возглавлял Исмаил Зиятханов. Пока Шемаха, некоторое время находилась под властью Зиятханова, в свой город вернулись многие жители.
В середине апреля в регион снова проник армянский контингент. В этот раз он выполнял официальную директиву Бакинской коммуны. Как отмечает Баберовски, в городе совершались зверства, глубоко врезавшиеся в память оставшихся в живых. Солдаты Лалаева убивали детей и стариков, женщин насиловали и сбрасывали с балконов. Многие женщины и дети укрылись в городских мечетях, но солдаты их подожгли и беженцы сгорели в них заживо. Один из очевидцев происходившего, впоследствии вспоминал, что Шемаха превратилась в грандиозное «кладбище».
Помимо Шемахи почти полностью были разрушены 58 деревень. По сообщениям Баберовски, в середине апреля Лалаев в сопровождении сотни армян и молокан прибыл в селение Нуз-Кеш и объявил её жителям, что теперь он их «царь» и стал требовать их собственность. Солдаты угнали из села скот, крестьян же расстреляли в лесу.
Известия о резне мусульман, учиненной бакинскими войсками и местными армянами в городе Шемаха, и о слабости отрядов азербайджанских ополченцев произвели впечатление на Нури-пашу, впоследствии командующего Кавказской исламской армией, одержавшим впоследствии победу на войсками Бакинской коммуны в битве за Баку.

## Последствия

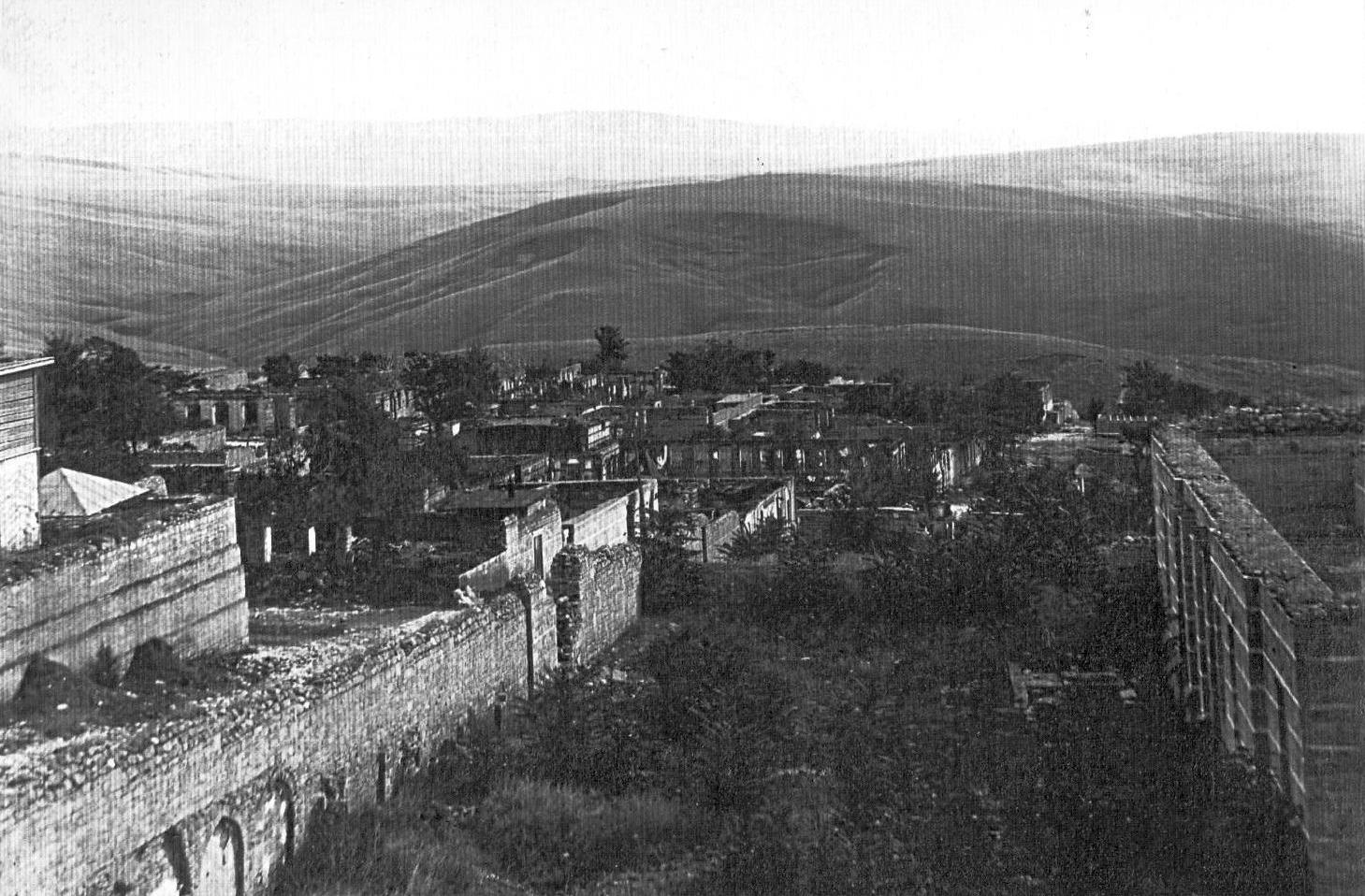
Руины Шемахи в 1918 году

Согласно Баберовски, в результате резни и погромов Шемаха как населённый пункт прекратил своё существование. О том, что здесь когда-то был город, напоминали лишь развалины православной церкви. Около 30 тысяч жителей города были зверски убиты или изгнаны. С резни в Шемахе, как считает Баберовски, начались этнические чистки, охватившие вскоре всё Закавказье.
В конце апреля 1918 года для изучения последствий захватнической экспедиции армянских боевиков в район военных действий по поручению Бакинской коммуны прибыли начальник медуправления Баку Мовсум Исрафилбеков и комиссар внутренних дел П. А. Джапаридзе. Они стали свидетелями совершенно опустошённой местности. Оставшиеся в живых жители укрывались в горах и лесах, бушевал голод, люди вынуждены были питаться травой, а соседние сёла были переполнены беженцами. Среди населения распространилась эпидемия брюшного и сыпного тифа. От самого же города остались лишь руины.
Имеются свидетельства того, что очевидцем последствий произошедшей в Шемахе трагедии оказался бакинский губернский комиссар М. А. Азизбеков, для которого они стали тяжёлым ударом. Так, С. М. Эфендиев передаёт, что Азизбеков, будучи в Шемахинском уезде, «воспринял с большой болью и сердцем» разрушение Шемахи. Эфендиев писал, что «виденные им растерзанные тела и сожжённые дома произвели на него подавляющее впечатление и сильно потрясли его». Н. Н. Нариманов в одном из своих докладов отметил, что Азизбеков, вернувшись из Шемахи, «со слезами на глазах рассказал о трагедии, очевидцем коей он был». Нариманов после его приезда понял, что «Советская власть в Баку находится в руках дашнаков как бы в плену».
После рассказов Азизбекова, Нариманов считал «вполне естественным, что после тех жестокостей, которые были причинены мусульманскому населению… мусульманский пролетариат был вправе отвернуться от советской власти, стать под защиту своей буржуазии и от них, и через них от Турции, ждать помощи». Согласно первому изданию Большой советской энциклопедии, принятие Совнаркомом предложенной дашнаками военной помощи и последующее за этим насилие над мусульманским населением Шемахи, Кубы и прочих регионов, учинённое дашнакскими отрядами, стало причиной антисоветских настроений среди мусульман.
В 1921 году Шемаха представляла собой уже селение с населением 1700 человек.